# Mistrzostwa Świata w Piłce Siatkowej Mężczyzn 2014 (eliminacje strefy CAVB)
Eliminacje strefy CAVB do Mistrzostw Świata w Piłce Siatkowej Mężczyzn 2014 odbywających się w Polsce rozegrane zostały w 2014 roku. Na mistrzostwa awansują 3 reprezentacje narodowe.

## Losowanie
Do kwalifikacji zgłoszono 44 reprezentacje narodowe (11 wycofało się przed rozpoczęciem), które rywalizowały w trzech rundach.
Runda Substrefowa
| Strefa 1 (Grupa A)            | Strefa 2 (Grupa B)                                                                  | Strefa 2 (Grupa C)             | Strefa 3 (Grupa D)                                  |
| ----------------------------- | ----------------------------------------------------------------------------------- | ------------------------------ | --------------------------------------------------- |
| Algieria Libia Maroko Tunezja | Republika Zielonego Przylądka Gambia Gwinea Senegal Sierra Leone                    | Złączona z grupą B             | Burkina Faso Ghana Wybrzeże Kości Słoniowej Liberia |
| Strefa 3 (Grupa E)            | Strefa 4 (Grupa F)                                                                  | Strefa 4 (Grupa G)             | Strefa 5 (Grupa H)                                  |
| Benin Niger Nigeria Togo      | Kamerun Republika Środkowoafrykańska Czad Kongo Demokratyczna Republika Konga Gabon | Złączona z grupą F             | Burundi Kenia Tanzania Uganda                       |
| Strefa 5 (Grupa I)            | Strefa 6 (Grupa J)                                                                  | Strefa 6 (Grupa K)             | Strefa 7 (Grupa L)                                  |
| Egipt Etiopia Rwanda Sudan    | Botswana Lesotho Mozambik Południowa Afryka Suazi                                   | Malawi Namibia Zambia Zimbabwe | Komory Madagaskar Mauritius Seszele                 |

Runda finałowa
Losowanie rundy finałowej odbyło się 9 października 2013 w Kairze. Trzy najwyżej sklasyfikowane zespoły w rankingu FIVB to jest Tunezja, Egipt i Kamerun zostały rozstawione najwyżej w trzech grupach.
| Grupa T                                                                         | Grupa U                                                                   | Grupa V                                                                     |
| ------------------------------------------------------------------------------- | ------------------------------------------------------------------------- | --------------------------------------------------------------------------- |
| Kamerun zwycięzca Strefy 1 zwycięzca Strefy 3 zwycięzca Strefy 5 drugi Strefy 4 | Egipt zwycięzca Strefy 6 zwycięzca Strefy 2 drugi strefy 5 drugi strefy 6 | Tunezja zwycięzca strefy 7 zwycięzca strefy 4 drugi strefy 2 drugi strefy 3 |

## Runda substrefowa
gwarantowany udział w rundzie finałowej
     awans do rundy strefowej

### Grupa A
Chlef
Tabela
| Lp. | Drużyna  | Pkt | Mecze | Mecze | Mecze | Sety | Sety | Sety  | Małe punkty | Małe punkty | Małe punkty |
| Lp. | Drużyna  | Pkt | M     | W     | P     | wyg. | prz. | ratio | zdob.       | str.        | ratio       |
| --- | -------- | --- | ----- | ----- | ----- | ---- | ---- | ----- | ----------- | ----------- | ----------- |
| 1   | Tunezja  | 8   | 3     | 3 (1) | 0 (0) | 9    | 3    | 3.000 | 294         | 278         | 1.058       |
| 2   | Algieria | 6   | 3     | 2 (1) | 1 (1) | 8    | 5    | 1.600 | 293         | 268         | 1.093       |
| 3   | Maroko   | 4   | 3     | 1 (0) | 2 (1) | 6    | 6    | 1.000 | 272         | 274         | 0.993       |
| 4   | Libia    | 0   | 3     | 0 (0) | 3 (0) | 0    | 9    | 0.000 | 194         | 233         | 0.833       |

Źródło: fivb.org
Punktacja: 3:0 i 3:1 – 3 pkt; 3:2 – 2 pkt; 2:3 – 1 pkt; 1:3 i 0:3 – 0 pkt
Zasady ustalania kolejności: 1. liczba punktów; 2. liczba zwycięstw; 3. stosunek setów; 4. stosunek małych punktów
Wyniki
| Data  | Godz. | Drużyna 1 | Wynik | Drużyna 2 | 1     | 2     | 3     | 4     | 5     | Widzów | * |
| ----- | ----- | --------- | ----- | --------- | ----- | ----- | ----- | ----- | ----- | ------ | - |
| 29.07 | 22:00 | Tunezja   | 3:1   | Maroko    | 25:16 | 18:25 | 25:22 | 33:31 |       | 1250   | 1 |
| 29.07 | 24:00 | Algieria  | 3:0   | Libia     | 25:20 | 25:19 | 25:16 |       |       | 1820   | 2 |
| 30.07 | 22:00 | Libia     | 0:3   | Tunezja   | 30:32 | 18:25 | 24:26 |       |       | 670    | 3 |
| 30.07 | 24:00 | Maroko    | 2:3   | Algieria  | 20:25 | 25:20 | 22:25 | 25:21 | 11:15 | 1800   | 4 |
| 31.07 | 22:00 | Libia     | 0:3   | Maroko    | 22:25 | 22:25 | 23:25 |       |       | 300    | 5 |
| 31.07 | 24:00 | Algieria  | 2:3   | Tunezja   | 27:29 | 25:21 | 25:20 | 23:25 | 12:15 | 1600   | 6 |

### Grupa B
Praia
Tabela
| Lp. | Drużyna                       | Pkt | Mecze | Mecze | Mecze | Sety | Sety | Sety  | Małe punkty | Małe punkty | Małe punkty |
| Lp. | Drużyna                       | Pkt | M     | W     | P     | wyg. | prz. | ratio | zdob.       | str.        | ratio       |
| --- | ----------------------------- | --- | ----- | ----- | ----- | ---- | ---- | ----- | ----------- | ----------- | ----------- |
| 1   | Republika Zielonego Przylądka | 5   | 2     | 2 (1) | 0 (0) | 6    | 2    | 3.000 | 180         | 150         | 1.200       |
| 2   | Senegal                       | 4   | 3     | 1 (0) | 2 (1) | 5    | 3    | 1.667 | 182         | 149         | 1.221       |
| 3   | Sierra Leone                  | 0   | 1     | 0 (0) | 1 (0) | 0    | 6    | 0.000 | 87          | 150         | 0.580       |

Źródło: fivb.org
Punktacja: 3:0 i 3:1 – 3 pkt; 3:2 – 2 pkt; 2:3 – 1 pkt; 1:3 i 0:3 – 0 pkt
Zasady ustalania kolejności: 1. liczba punktów; 2. liczba zwycięstw; 3. stosunek setów; 4. stosunek małych punktów
Wyniki
| Data  | Godz. | Drużyna 1                     | Wynik | Drużyna 2                     | 1     | 2     | 3     | 4     | 5     | Widzów | * |
| ----- | ----- | ----------------------------- | ----- | ----------------------------- | ----- | ----- | ----- | ----- | ----- | ------ | - |
| 04.07 | 19:30 | Sierra Leone                  | 0:3   | Republika Zielonego Przylądka | 11:25 | 12:25 | 20:25 |       |       | 700    | 1 |
| 05.07 | 19:30 | Senegal                       | 3:0   | Sierra Leone                  | 25:16 | 25:14 | 25:14 |       |       | 300    | 2 |
| 06.07 | 19:30 | Republika Zielonego Przylądka | 3:2   | Senegal                       | 25:20 | 18:25 | 20:25 | 25:22 | 17:15 | 1200   | 3 |

### Grupa D
Wagadugu
Tabela
| Lp. | Drużyna                  | Pkt | Mecze | Mecze | Mecze | Sety | Sety | Sety  | Małe punkty | Małe punkty | Małe punkty |
| Lp. | Drużyna                  | Pkt | M     | W     | P     | wyg. | prz. | ratio | zdob.       | str.        | ratio       |
| --- | ------------------------ | --- | ----- | ----- | ----- | ---- | ---- | ----- | ----------- | ----------- | ----------- |
| 1   | Ghana                    | 4   | 2     | 1 (0) | 1 (1) | 5    | 3    | 1.667 | 174         | 163         | 1.067       |
| 2   | Burkina Faso             | 3   | 2     | 1 (1) | 1 (1) | 5    | 5    | 1.000 | 204         | 210         | 0.971       |
| 3   | Wybrzeże Kości Słoniowej | 2   | 2     | 1 (1) | 1 (0) | 3    | 5    | 0.600 | 172         | 177         | 0.972       |

Źródło: fivb.org
Punktacja: 3:0 i 3:1 – 3 pkt; 3:2 – 2 pkt; 2:3 – 1 pkt; 1:3 i 0:3 – 0 pkt
Zasady ustalania kolejności: 1. liczba punktów; 2. liczba zwycięstw; 3. stosunek setów; 4. stosunek małych punktów
Wyniki
| Data  | Godz. | Drużyna 1                | Wynik | Drużyna 2                | 1     | 2     | 3     | 4     | 5     | Widzów | * |
| ----- | ----- | ------------------------ | ----- | ------------------------ | ----- | ----- | ----- | ----- | ----- | ------ | - |
| 24.07 | 18:30 | Ghana                    | 2:3   | Burkina Faso             | 15:25 | 25:17 | 20:25 | 25:19 | 14:16 | 200    | 1 |
| 25.07 | 18:30 | Wybrzeże Kości Słoniowej | 0:3   | Ghana                    | 22:25 | 18:25 | 21:25 |       |       |        | 2 |
| 26.07 | 18:30 | Burkina Faso             | 2:3   | Wybrzeże Kości Słoniowej | 21:25 | 25:23 | 20:25 | 25:23 | 11:15 | 200    | 3 |

### Grupa E
Abudża
Tabela
| Lp. | Drużyna | Pkt | Mecze | Mecze | Mecze | Sety | Sety | Sety  | Małe punkty | Małe punkty | Małe punkty |
| Lp. | Drużyna | Pkt | M     | W     | P     | wyg. | prz. | ratio | zdob.       | str.        | ratio       |
| --- | ------- | --- | ----- | ----- | ----- | ---- | ---- | ----- | ----------- | ----------- | ----------- |
| 1   | Nigeria | 5   | 2     | 2 (1) | 0 (0) | 6    | 2    | 3.000 | 182         | 155         | 1.174       |
| 2   | Niger   | 4   | 2     | 1 (0) | 1 (1) | 5    | 3    | 1.667 | 176         | 166         | 1.060       |
| 3   | Togo    | 0   | 2     | 0 (0) | 2 (0) | 0    | 6    | 0.000 | 113         | 150         | 0.753       |

Źródło: fivb.org
Punktacja: 3:0 i 3:1 – 3 pkt; 3:2 – 2 pkt; 2:3 – 1 pkt; 1:3 i 0:3 – 0 pkt
Zasady ustalania kolejności: 1. liczba punktów; 2. liczba zwycięstw; 3. stosunek setów; 4. stosunek małych punktów
Wyniki
| Data  | Godz. | Drużyna 1 | Wynik | Drużyna 2 | 1     | 2     | 3     | 4     | 5     | Widzów | * |
| ----- | ----- | --------- | ----- | --------- | ----- | ----- | ----- | ----- | ----- | ------ | - |
| 23.07 | 19:00 | Niger     | 3:0   | Togo      | 25:18 | 25:21 | 25:20 |       |       |        | 1 |
| 24.07 | 19:00 | Niger     | 2:3   | Nigeria   | 20:25 | 25:21 | 19:25 | 25:21 | 12:15 |        | 2 |
| 25.07 | 19:00 | Togo      | 0:3   | Nigeria   | 18:25 | 21:25 | 15:25 |       |       |        | 3 |

### Grupa F
Ndżamena
Tabela
| Lp. | Drużyna | Pkt | Mecze | Mecze | Mecze | Sety | Sety | Sety  | Małe punkty | Małe punkty | Małe punkty |
| Lp. | Drużyna | Pkt | M     | W     | P     | wyg. | prz. | ratio | zdob.       | str.        | ratio       |
| --- | ------- | --- | ----- | ----- | ----- | ---- | ---- | ----- | ----------- | ----------- | ----------- |
| 1   | Kamerun | 9   | 3     | 3 (0) | 0 (0) | 9    | 0    | MAX   | 225         | 169         | 1.331       |
| 2   | Kongo   | 6   | 3     | 2 (0) | 1 (0) | 6    | 5    | 1.200 | 244         | 243         | 1.004       |
| 3   | Czad    | 2   | 3     | 1 (1) | 2 (0) | 4    | 8    | 0.500 | 255         | 272         | 0.938       |
| 3   | Gabon   | 1   | 3     | 0 (0) | 3 (1) | 3    | 9    | 0.333 | 237         | 277         | 0.856       |

Źródło: fivb.org
Punktacja: 3:0 i 3:1 – 3 pkt; 3:2 – 2 pkt; 2:3 – 1 pkt; 1:3 i 0:3 – 0 pkt
Zasady ustalania kolejności: 1. liczba punktów; 2. liczba zwycięstw; 3. stosunek setów; 4. stosunek małych punktów
Wyniki
| Data  | Godz. | Drużyna 1 | Wynik | Drużyna 2 | 1     | 2     | 3     | 4     | 5     | Widzów | * |
| ----- | ----- | --------- | ----- | --------- | ----- | ----- | ----- | ----- | ----- | ------ | - |
| 04.07 | 14:00 | Kamerun   | 3:0   | Gabon     | 25:12 | 25:16 | 25:21 |       |       | 300    | 1 |
| 04.07 | 17:00 | Kongo     | 3:1   | Czad      | 26:24 | 18:25 | 25:21 | 25:13 |       | 1000   | 2 |
| 05.07 | 15:00 | Gabon     | 1:3   | Kongo     | 18:25 | 22:25 | 25:19 | 20:25 |       | 200    | 3 |
| 05.07 | 17:00 | Czad      | 0:3   | Kamerun   | 23:25 | 22:25 | 19:25 |       |       | 1100   | 4 |
| 06.07 | 15:00 | Kamerun   | 3:0   | Kongo     | 25:20 | 25:17 | 25:19 |       |       | 400    | 5 |
| 06.07 | 17:00 | Czad      | 3:2   | Gabon     | 25:19 | 23:25 | 25:21 | 20:25 | 15:13 | 1300   | 6 |

### Grupa H
Kampala
Tabela
| Lp. | Drużyna  | Pkt | Mecze | Mecze | Mecze | Sety | Sety | Sety  | Małe punkty | Małe punkty | Małe punkty |
| Lp. | Drużyna  | Pkt | M     | W     | P     | wyg. | prz. | ratio | zdob.       | str.        | ratio       |
| --- | -------- | --- | ----- | ----- | ----- | ---- | ---- | ----- | ----------- | ----------- | ----------- |
| 1   | Kenia    | 9   | 3     | 3 (0) | 0 (0) | 9    | 0    | MAX   | 225         | 149         | 1.510       |
| 2   | Uganda   | 6   | 3     | 2 (0) | 1 (0) | 6    | 5    | 1.200 | 254         | 235         | 1.081       |
| 3   | Burundi  | 3   | 3     | 1 (0) | 2 (0) | 4    | 6    | 0.667 | 205         | 229         | 0.895       |
| 3   | Tanzania | 0   | 3     | 0 (0) | 3 (0) | 1    | 9    | 0.111 | 175         | 246         | 0.711       |

Źródło: fivb.org
Punktacja: 3:0 i 3:1 – 3 pkt; 3:2 – 2 pkt; 2:3 – 1 pkt; 1:3 i 0:3 – 0 pkt
Zasady ustalania kolejności: 1. liczba punktów; 2. liczba zwycięstw; 3. stosunek setów; 4. stosunek małych punktów
Wyniki
| Data  | Godz. | Drużyna 1 | Wynik | Drużyna 2 | 1     | 2     | 3     | 4     | 5 | Widzów | * |
| ----- | ----- | --------- | ----- | --------- | ----- | ----- | ----- | ----- | - | ------ | - |
| 25.07 | 17:00 | Kenia     | 3:0   | Tanzania  | 25:13 | 25:21 | 25:15 |       |   | 400    | 1 |
| 25.07 | 19:30 | Burundi   | 1:3   | Uganda    | 25:23 | 19:25 | 11:25 | 29:31 |   | 700    | 2 |
| 26.07 | 17:00 | Tanzania  | 0:3   | Burundi   | 13:25 | 20:25 | 17:25 |       |   | 300    | 3 |
| 26.07 | 19:30 | Uganda    | 0:3   | Kenia     | 16:25 | 22:25 | 16:25 |       |   | 790    | 4 |
| 27.07 | 17:00 | Kenia     | 3:0   | Burundi   | 25:14 | 25:15 | 25:17 |       |   | 250    | 5 |
| 27.07 | 19:30 | Uganda    | 3:1   | Tanzania  | 25:20 | 25:16 | 21:25 | 25:15 |   | 650    | 6 |

### Grupa I
Kigali
Tabela
| Lp. | Drużyna | Pkt | Mecze | Mecze | Mecze | Sety | Sety | Sety  | Małe punkty | Małe punkty | Małe punkty |
| Lp. | Drużyna | Pkt | M     | W     | P     | wyg. | prz. | ratio | zdob.       | str.        | ratio       |
| --- | ------- | --- | ----- | ----- | ----- | ---- | ---- | ----- | ----------- | ----------- | ----------- |
| 1   | Egipt   | 6   | 2     | 2 (0) | 0 (0) | 6    | 1    | 6.000 | 180         | 165         | 1.091       |
| 2   | Rwanda  | 0   | 2     | 0 (0) | 2 (0) | 1    | 6    | 0.167 | 165         | 180         | 0.917       |

Źródło: fivb.org
Punktacja: 3:0 i 3:1 – 3 pkt; 3:2 – 2 pkt; 2:3 – 1 pkt; 1:3 i 0:3 – 0 pkt
Zasady ustalania kolejności: 1. liczba punktów; 2. liczba zwycięstw; 3. stosunek setów; 4. stosunek małych punktów
Wyniki
| Data  | Godz. | Drużyna 1 | Wynik | Drużyna 2 | 1     | 2     | 3     | 4     | 5 | Widzów | * |
| ----- | ----- | --------- | ----- | --------- | ----- | ----- | ----- | ----- | - | ------ | - |
| 25.06 | 19:00 | Egipt     | 3:0   | Rwanda    | 25:23 | 28:26 | 31:29 |       |   | 3000   | 1 |
| 26.06 | 19:00 | Rwanda    | 1:3   | Egipt     | 25:21 | 21:25 | 23:25 | 18:25 |   | 3000   | 2 |

### Grupa J
Maputo
Tabela
| Lp. | Drużyna  | Pkt | Mecze | Mecze | Mecze | Sety | Sety | Sety  | Małe punkty | Małe punkty | Małe punkty |
| Lp. | Drużyna  | Pkt | M     | W     | P     | wyg. | prz. | ratio | zdob.       | str.        | ratio       |
| --- | -------- | --- | ----- | ----- | ----- | ---- | ---- | ----- | ----------- | ----------- | ----------- |
| 1   | Botswana | 9   | 3     | 3 (0) | 0 (0) | 9    | 1    | 9.000 | 254         | 180         | 1.411       |
| 2   | Mozambik | 6   | 3     | 2 (0) | 1 (0) | 7    | 4    | 1.750 | 248         | 228         | 1.088       |
| 3   | Lesotho  | 3   | 3     | 1 (0) | 2 (0) | 4    | 7    | 0.571 | 218         | 250         | 0.872       |
| 3   | Suazi    | 0   | 3     | 0 (0) | 3 (0) | 1    | 9    | 0.111 | 181         | 243         | 0.745       |

Źródło: fivb.org
Punktacja: 3:0 i 3:1 – 3 pkt; 3:2 – 2 pkt; 2:3 – 1 pkt; 1:3 i 0:3 – 0 pkt
Zasady ustalania kolejności: 1. liczba punktów; 2. liczba zwycięstw; 3. stosunek setów; 4. stosunek małych punktów
Wyniki
| Data  | Godz. | Drużyna 1 | Wynik | Drużyna 2 | 1     | 2     | 3     | 4     | 5     | Widzów | * |
| ----- | ----- | --------- | ----- | --------- | ----- | ----- | ----- | ----- | ----- | ------ | - |
| 03.07 | 14:00 | Botswana  | 3:0   | Suazi     | 25:16 | 25:18 | 25:14 |       |       | 101    | 1 |
| 03.07 | 20:00 | Lesotho   | 1:3   | Mozambik  | 14:25 | 17:25 | 25:19 | 16:25 |       | 205    | 2 |
| 04.07 | 14:00 | Botswana  | 3:0   | Lesotho   | 25:21 | 25:16 | 25:16 |       |       | 321    | 3 |
| 04.07 | 20:00 | Suazi     | 0:3   | Mozambik  | 17:25 | 18:25 | 17:25 |       |       | 108    | 4 |
| 06.07 | 14:00 | Lesotho   | 3:1   | Suazi     | 18:25 | 25:18 | 25:20 | 25:18 |       | 101    | 5 |
| 06.07 | 20:00 | Mozambik  | 1:3   | Botswana  | 19:25 | 15:25 | 31:29 | 20:25 | 14:25 | 550    | 6 |

### Grupa K
Lilongwe
Tabela
| Lp. | Drużyna  | Pkt | Mecze | Mecze | Mecze | Sety | Sety | Sety  | Małe punkty | Małe punkty | Małe punkty |
| Lp. | Drużyna  | Pkt | M     | W     | P     | wyg. | prz. | ratio | zdob.       | str.        | ratio       |
| --- | -------- | --- | ----- | ----- | ----- | ---- | ---- | ----- | ----------- | ----------- | ----------- |
| 1   | Zambia   | 8   | 3     | 3 (1) | 0 (0) | 9    | 2    | 4.500 | 256         | 209         | 1.225       |
| 2   | Zimbabwe | 7   | 3     | 2 (0) | 1 (1) | 8    | 5    | 1.600 | 294         | 256         | 1.148       |
| 3   | Namibia  | 3   | 3     | 1 (0) | 2 (0) | 4    | 6    | 0.667 | 207         | 216         | 0.958       |
| 3   | Malawi   | 0   | 3     | 0 (0) | 3 (0) | 1    | 9    | 0.111 | 174         | 250         | 0.696       |

Źródło: fivb.org
Punktacja: 3:0 i 3:1 – 3 pkt; 3:2 – 2 pkt; 2:3 – 1 pkt; 1:3 i 0:3 – 0 pkt
Zasady ustalania kolejności: 1. liczba punktów; 2. liczba zwycięstw; 3. stosunek setów; 4. stosunek małych punktów
Wyniki
| Data  | Godz. | Drużyna 1 | Wynik | Drużyna 2 | 1     | 2     | 3     | 4     | 5     | Widzów | * |
| ----- | ----- | --------- | ----- | --------- | ----- | ----- | ----- | ----- | ----- | ------ | - |
| 23.07 | 18:00 | Malawi    | 1:3   | Zimbabwe  | 11:25 | 13:25 | 25:23 | 25:27 |       | 1000   | 1 |
| 23.07 | 20:00 | Namibia   | 0:3   | Zambia    | 16:25 | 21:25 | 19:25 |       |       | 2000   | 2 |
| 24.07 | 14:00 | Zimbabwe  | 2:3   | Zambia    | 25:18 | 19:25 | 20:25 | 25:23 | 13:15 | 2000   | 3 |
| 24.07 | 16:00 | Malawi    | 0:3   | Namibia   | 15:25 | 13:25 | 21:25 |       |       | 300    | 4 |
| 25.07 | 16:00 | Namibia   | 1:3   | Zimbabwe  | 25:14 | 14:25 | 11:25 | 26:28 |       |        | 5 |
| 25.07 | 18:00 | Zambia    | 3:0   | Malawi    | 25:12 | 25:19 | 25:20 |       |       | 700    | 6 |

### Grupa L
Victoria
Tabela
| Lp. | Drużyna   | Pkt | Mecze | Mecze | Mecze | Sety | Sety | Sety  | Małe punkty | Małe punkty | Małe punkty |
| Lp. | Drużyna   | Pkt | M     | W     | P     | wyg. | prz. | ratio | zdob.       | str.        | ratio       |
| --- | --------- | --- | ----- | ----- | ----- | ---- | ---- | ----- | ----------- | ----------- | ----------- |
| 1   | Seszele   | 6   | 2     | 2 (0) | 0 (0) | 6    | 0    | MAX   | 150         | 111         | 1.351       |
| 2   | Mauritius | 0   | 2     | 0 (0) | 2 (0) | 0    | 6    | 0.000 | 111         | 150         | 0.740       |

Źródło: fivb.org
Punktacja: 3:0 i 3:1 – 3 pkt; 3:2 – 2 pkt; 2:3 – 1 pkt; 1:3 i 0:3 – 0 pkt
Zasady ustalania kolejności: 1. liczba punktów; 2. liczba zwycięstw; 3. stosunek setów; 4. stosunek małych punktów
Wyniki
| Data  | Godz. | Drużyna 1 | Wynik | Drużyna 2 | 1     | 2     | 3     | 4 | 5 | Widzów | * |
| ----- | ----- | --------- | ----- | --------- | ----- | ----- | ----- | - | - | ------ | - |
| 26.06 | 19:00 | Seszele   | 3:0   | Mauritius | 25:22 | 25:13 | 25:19 |   |   | 1100   | 1 |
| 27.06 | 18:00 | Mauritius | 0:3   | Seszele   | 20:25 | 18:25 | 19:25 |   |   | 700    | 2 |

## Runda strefowa
gwarantowany udział w rundzie finałowej
     awans do rundy finałowej

### Grupa M
Radis
Tabela
| Lp. | Drużyna  | Pkt | Mecze | Mecze | Mecze | Sety | Sety | Sety  | Małe punkty | Małe punkty | Małe punkty |
| Lp. | Drużyna  | Pkt | M     | W     | P     | wyg. | prz. | ratio | zdob.       | str.        | ratio       |
| --- | -------- | --- | ----- | ----- | ----- | ---- | ---- | ----- | ----------- | ----------- | ----------- |
| 1   | Tunezja  | 5   | 2     | 2 (1) | 0 (0) | 6    | 3    | 2.000 | 204         | 175         | 1.166       |
| 2   | Algieria | 3   | 2     | 1 (0) | 1 (0) | 4    | 3    | 1.333 | 162         | 157         | 1.032       |
| 3   | Maroko   | 1   | 2     | 0 (0) | 2 (1) | 2    | 6    | 0.333 | 147         | 181         | 0.812       |

Źródło: fivb.org
Punktacja: 3:0 i 3:1 – 3 pkt; 3:2 – 2 pkt; 2:3 – 1 pkt; 1:3 i 0:3 – 0 pkt
Zasady ustalania kolejności: 1. liczba punktów; 2. liczba zwycięstw; 3. stosunek setów; 4. stosunek małych punktów
Wyniki
| Data  | Godz. | Drużyna 1 | Wynik | Drużyna 2 | 1     | 2     | 3     | 4     | 5    | Widzów | * |
| ----- | ----- | --------- | ----- | --------- | ----- | ----- | ----- | ----- | ---- | ------ | - |
| 20.11 | 18:00 | Maroko    | 2:3   | Tunezja   | 25:21 | 14:25 | 16:25 | 25:20 | 8:15 |        | 1 |
| 21.11 | 18:00 | Algieria  | 3:0   | Maroko    | 25:20 | 25:23 | 25:16 |       |      | 100    | 2 |
| 22.11 | 18:00 | Tunezja   | 3:1   | Algieria  | 25:15 | 25:22 | 21:25 | 27:25 |      |        | 3 |

### Grupa O
Niamey
Tabela
| Lp. | Drużyna      | Pkt | Mecze | Mecze | Mecze | Sety | Sety | Sety  | Małe punkty | Małe punkty | Małe punkty |
| Lp. | Drużyna      | Pkt | M     | W     | P     | wyg. | prz. | ratio | zdob.       | str.        | ratio       |
| --- | ------------ | --- | ----- | ----- | ----- | ---- | ---- | ----- | ----------- | ----------- | ----------- |
| 1   | Nigeria      | 9   | 3     | 3 (0) | 0 (0) | 9    | 1    | 9.000 | 253         | 210         | 1.205       |
| 2   | Niger        | 5   | 3     | 2 (1) | 1 (0) | 6    | 6    | 1.000 | 254         | 242         | 1.050       |
| 3   | Ghana        | 4   | 3     | 1 (0) | 2 (1) | 6    | 6    | 1.000 | 258         | 242         | 1.066       |
| 3   | Burkina Faso | 0   | 3     | 0 (0) | 3 (0) | 1    | 9    | 0.111 | 175         | 246         | 0.711       |

Źródło: fivb.org
Punktacja: 3:0 i 3:1 – 3 pkt; 3:2 – 2 pkt; 2:3 – 1 pkt; 1:3 i 0:3 – 0 pkt
Zasady ustalania kolejności: 1. liczba punktów; 2. liczba zwycięstw; 3. stosunek setów; 4. stosunek małych punktów
Wyniki
| Data  | Godz. | Drużyna 1    | Wynik | Drużyna 2    | 1     | 2     | 3     | 4     | 5    | Widzów | * |
| ----- | ----- | ------------ | ----- | ------------ | ----- | ----- | ----- | ----- | ---- | ------ | - |
| 24.10 | 15:30 | Burkina Faso | 0:3   | Ghana        | 15:25 | 21:25 | 10:25 |       |      |        | 1 |
| 24.10 | 17:00 | Nigeria      | 3:0   | Niger        | 25:22 | 25:21 | 25:22 |       |      |        | 2 |
| 25.10 | 15:30 | Ghana        | 1:3   | Nigeria      | 19:25 | 25:21 | 27:29 | 17:25 |      |        | 3 |
| 25.10 | 17:00 | Niger        | 3:1   | Burkina Faso | 27:25 | 16:25 | 25:11 | 25:11 |      |        | 4 |
| 26.10 | 15:30 | Burkina Faso | 0:3   | Nigeria      | 26:28 | 20:25 | 11:25 |       |      |        | 5 |
| 26.10 | 17:00 | Ghana        | 2:3   | Niger        | 22:25 | 25:17 | 14:25 | 25:14 | 9:15 |        | 6 |

### Grupa P
Brazzaville
Tabela
| Lp. | Drużyna | Pkt | Mecze | Mecze | Mecze | Sety | Sety | Sety  | Małe punkty | Małe punkty | Małe punkty |
| Lp. | Drużyna | Pkt | M     | W     | P     | wyg. | prz. | ratio | zdob.       | str.        | ratio       |
| --- | ------- | --- | ----- | ----- | ----- | ---- | ---- | ----- | ----------- | ----------- | ----------- |
| 1   | Kamerun | 8   | 3     | 3 (1) | 0 (0) | 9    | 3    | 3.000 | 218         | 212         | 1.028       |
| 2   | Kongo   | 7   | 3     | 2 (0) | 1 (1) | 8    | 3    | 2.667 | 240         | 206         | 1.165       |
| 3   | Gabon   | 2   | 3     | 1 (1) | 2 (0) | 4    | 8    | 0.500 | 235         | 283         | 0.830       |
| 3   | Czad    | 1   | 3     | 0 (0) | 3 (1) | 2    | 9    | 0.222 | 207         | 261         | 0.793       |

Źródło: fivb.org
Punktacja: 3:0 i 3:1 – 3 pkt; 3:2 – 2 pkt; 2:3 – 1 pkt; 1:3 i 0:3 – 0 pkt
Zasady ustalania kolejności: 1. liczba punktów; 2. liczba zwycięstw; 3. stosunek setów; 4. stosunek małych punktów
Wyniki
| Data  | Godz. | Drużyna 1 | Wynik | Drużyna 2 | 1     | 2     | 3     | 4     | 5     | Widzów | * |
| ----- | ----- | --------- | ----- | --------- | ----- | ----- | ----- | ----- | ----- | ------ | - |
| 07.11 | 16:00 | Kamerun   | 3:1   | Gabon     | 25:13 | 25:23 | 23:25 | 25:15 |       |        | 1 |
| 07.11 | 18:00 | Czad      | 0:3   | Kongo     | 18:25 | 12:25 | 21:25 |       |       |        | 2 |
| 08.11 | 16:00 | Kamerun   | 3:0   | Czad      | 25:19 | 25:10 | 25:17 |       |       |        | 3 |
| 08.11 | 18:00 | Gabon     | 0:3   | Kongo     | 23:25 | 14:25 | 11:25 |       |       |        | 4 |
| 09.11 | 16:00 | Czad      | 2:3   | Gabon     | 25:21 | 25:22 | 26:28 | 22:25 | 12:15 |        | 5 |
| 09.11 | 18:00 | Kongo     | 2:3   | Kamerun   | 26:24 | 11:25 | 20:25 | 25:18 | 8:15  |        | 6 |

### Grupa Q
Kigali
Tabela
| Lp. | Drużyna | Pkt | Mecze | Mecze | Mecze | Sety | Sety | Sety  | Małe punkty | Małe punkty | Małe punkty |
| Lp. | Drużyna | Pkt | M     | W     | P     | wyg. | prz. | ratio | zdob.       | str.        | ratio       |
| --- | ------- | --- | ----- | ----- | ----- | ---- | ---- | ----- | ----------- | ----------- | ----------- |
| 1   | Egipt   | 11  | 4     | 4 (1) | 0 (0) | 12   | 3    | 4.000 | 363         | 286         | 1.269       |
| 2   | Rwanda  | 8   | 4     | 3 (1) | 1 (0) | 10   | 5    | 2.000 | 344         | 320         | 1.075       |
| 3   | Kenia   | 8   | 4     | 2 (0) | 2 (2) | 10   | 6    | 1.667 | 357         | 351         | 1.017       |
| 4   | Uganda  | 3   | 4     | 1 (0) | 3 (0) | 3    | 9    | 0.333 | 252         | 282         | 0.894       |
| 5   | Burundi | 0   | 4     | 0 (0) | 4 (0) | 0    | 12   | 0.000 | 229         | 306         | 0.748       |

Źródło: fivb.org
Punktacja: 3:0 i 3:1 – 3 pkt; 3:2 – 2 pkt; 2:3 – 1 pkt; 1:3 i 0:3 – 0 pkt
Zasady ustalania kolejności: 1. liczba punktów; 2. liczba zwycięstw; 3. stosunek setów; 4. stosunek małych punktów
Wyniki
| Data  | Godz. | Drużyna 1 | Wynik | Drużyna 2 | 1     | 2     | 3     | 4     | 5     | Widzów | *  |
| ----- | ----- | --------- | ----- | --------- | ----- | ----- | ----- | ----- | ----- | ------ | -- |
| 26.11 | 16:00 | Egipt     | 3:2   | Kenia     | 23:25 | 25:20 | 25:17 | 19:25 | 15:13 |        | 1  |
| 26.11 | 18:00 | Burundi   | 0:3   | Rwanda    | 23:25 | 17:25 | 13:25 |       |       |        | 2  |
| 27.11 | 16:00 | Uganda    | 3:0   | Burundi   | 25:21 | 25:19 | 25:17 |       |       |        | 3  |
| 27.11 | 18:00 | Rwanda    | 1:3   | Egipt     | 33:31 | 23:25 | 14:25 | 16:25 |       |        | 4  |
| 28.11 | 16:00 | Egipt     | 3:0   | Uganda    | 25:15 | 25:22 | 25:16 |       |       |        | 5  |
| 28.11 | 18:00 | Kenia     | 2:3   | Rwanda    | 18:25 | 20:25 | 25:21 | 25:22 | 13:15 |        | 6  |
| 29.11 | 16:00 | Uganda    | 0:3   | Kenia     | 23:25 | 23:25 | 18:25 |       |       |        | 7  |
| 29.11 | 18:00 | Burundi   | 0:3   | Egipt     | 16:25 | 14:25 | 17:25 |       |       |        | 8  |
| 30.11 | 16:00 | Kenia     | 3:0   | Burundi   | 25:23 | 31:29 | 25:20 |       |       |        | 9  |
| 30.11 | 18:00 | Rwanda    | 3:0   | Uganda    | 25:18 | 25:23 | 25:19 |       |       |        | 10 |

### Grupa R
Molepolole
Tabela
| Lp. | Drużyna  | Pkt | Mecze | Mecze | Mecze | Sety | Sety | Sety   | Małe punkty | Małe punkty | Małe punkty |
| Lp. | Drużyna  | Pkt | M     | W     | P     | wyg. | prz. | ratio  | zdob.       | str.        | ratio       |
| --- | -------- | --- | ----- | ----- | ----- | ---- | ---- | ------ | ----------- | ----------- | ----------- |
| 1   | Botswana | 15  | 5     | 5 (0) | 0 (0) | 15   | 1    | 15.000 | 396         | 279         | 1.419       |
| 2   | Zambia   | 8   | 5     | 3 (1) | 2 (0) | 9    | 8    | 1.125  | 356         | 371         | 0.960       |
| 3   | Zimbabwe | 8   | 5     | 3 (1) | 2 (0) | 10   | 9    | 1.111  | 405         | 408         | 0.993       |
| 4   | Lesotho  | 8   | 5     | 2 (0) | 3 (2) | 10   | 9    | 1.111  | 403         | 483         | 0.834       |
| 5   | Mozambik | 3   | 5     | 1 (1) | 4 (1) | 7    | 14   | 0.500  | 437         | 478         | 0.914       |
| 6   | Namibia  | 3   | 5     | 1 (0) | 4 (0) | 3    | 13   | 0.231  | 308         | 386         | 0.798       |

Źródło: fivb.org
Punktacja: 3:0 i 3:1 – 3 pkt; 3:2 – 2 pkt; 2:3 – 1 pkt; 1:3 i 0:3 – 0 pkt
Zasady ustalania kolejności: 1. liczba punktów; 2. liczba zwycięstw; 3. stosunek setów; 4. stosunek małych punktów
Wyniki
| Data  | Godz. | Drużyna 1 | Wynik | Drużyna 2 | 1     | 2     | 3     | 4     | 5     | Widzów | *  |
| ----- | ----- | --------- | ----- | --------- | ----- | ----- | ----- | ----- | ----- | ------ | -- |
| 8.10  | 12:00 | Lesotho   | 2:3   | Zimbabwe  | 25:10 | 13:25 | 25:18 | 23:25 | 10:15 |        | 1  |
| 8.10  | 16:00 | Mozambik  | 0:3   | Botswana  | 17:25 | 16:25 | 18:25 |       |       |        | 2  |
| 8.10  | 18:00 | Namibia   | 0:3   | Zambia    | 21:25 | 18:25 | 16:25 |       |       |        | 3  |
| 9.10  | 13:00 | Zimbabwe  | 3:0   | Namibia   | 25:19 | 25:18 | 25:15 |       |       |        | 4  |
| 9.10  | 15:30 | Botswana  | 3:0   | Lesotho   | 25:18 | 25:17 | 25:19 |       |       |        | 5  |
| 9.10  | 18:00 | Zambia    | 3:2   | Mozambik  | 27:25 | 17:25 | 19:25 | 25:18 | 15:11 |        | 6  |
| 10.10 | 13:00 | Zimbabwe  | 0:3   | Zambia    | 18:25 | 21:25 | 22:25 |       |       |        | 7  |
| 10.10 | 15:30 | Botswana  | 3:0   | Namibia   | 25:18 | 25:19 | 25:18 |       |       |        | 8  |
| 10.10 | 18:00 | Lesotho   | 2:3   | Mozambik  | 20:25 | 25:20 | 25:22 | 20:25 | 13:15 |        | 9  |
| 11.10 | 13:00 | Mozambik  | 1:3   | Zimbabwe  | 18:25 | 24:26 | 27:25 | 20:25 |       |        | 10 |
| 11.10 | 15:30 | Namibia   | 0:3   | Lesotho   | 10:25 | 22:25 | 18:25 |       |       |        | 11 |
| 11.10 | 18:00 | Zambia    | 0:3   | Botswana  | 12:25 | 10:25 | 23:25 |       |       |        | 12 |
| 12.10 | 11:00 | Lesotho   | 3:0   | Zambia    | 25:20 | 25:19 | 25:19 |       |       |        | 13 |
| 12.10 | 13:30 | Mozambik  | 1:3   | Namibia   | 22:25 | 18:25 | 25:21 | 21:25 |       |        | 14 |
| 12.10 | 16:00 | Botswana  | 3:1   | Zimbabwe  | 21:25 | 25:14 | 25:16 | 25:19 |       |        | 15 |

### Grupa S
Vacoas-Phoenix
Tabela
| Lp. | Drużyna   | Pkt | Mecze | Mecze | Mecze | Sety | Sety | Sety  | Małe punkty | Małe punkty | Małe punkty |
| Lp. | Drużyna   | Pkt | M     | W     | P     | wyg. | prz. | ratio | zdob.       | str.        | ratio       |
| --- | --------- | --- | ----- | ----- | ----- | ---- | ---- | ----- | ----------- | ----------- | ----------- |
| 1   | Seszele   | 2   | 1     | 1 (1) | 0 (0) | 3    | 2    | 1.500 | 111         | 90          | 1.233       |
| 2   | Mauritius | 1   | 1     | 0 (0) | 1 (1) | 2    | 3    | 0.667 | 90          | 111         | 0.811       |

Źródło: fivb.org
Punktacja: 3:0 i 3:1 – 3 pkt; 3:2 – 2 pkt; 2:3 – 1 pkt; 1:3 i 0:3 – 0 pkt
Zasady ustalania kolejności: 1. liczba punktów; 2. liczba zwycięstw; 3. stosunek setów; 4. stosunek małych punktów
Wynik
| Data | Godz. | Drużyna 1 | Wynik | Drużyna 2 | 1     | 2     | 3     | 4     | 5    | Widzów | * |
| ---- | ----- | --------- | ----- | --------- | ----- | ----- | ----- | ----- | ---- | ------ | - |
| 6.10 | 18:00 | Mauritius | 2:3   | Seszele   | 25:23 | 25:23 | 15:25 | 16:25 | 9:15 |        | 1 |

## Runda finałowa
kwalifikacja do MŚ

### Grupa T
Jaunde
Tabela
| Lp. | Drużyna  | Pkt | Mecze | Mecze | Mecze | Sety | Sety | Sety  | Małe punkty | Małe punkty | Małe punkty |
| Lp. | Drużyna  | Pkt | M     | W     | P     | wyg. | prz. | ratio | zdob.       | str.        | ratio       |
| --- | -------- | --- | ----- | ----- | ----- | ---- | ---- | ----- | ----------- | ----------- | ----------- |
| 1   | Kamerun  | 9   | 4     | 3 (0) | 1 (0) | 10   | 4    | 2.500 | 332         | 274         | 1.212       |
| 2   | Algieria | 9   | 4     | 3 (0) | 1 (0) | 9    | 4    | 2.250 | 308         | 255         | 1.208       |
| 3   | Rwanda   | 9   | 4     | 3 (0) | 1 (0) | 9    | 6    | 1.500 | 346         | 315         | 1.098       |
| 4   | Nigeria  | 3   | 4     | 1 (0) | 3 (0) | 6    | 10   | 0.600 | 322         | 361         | 0.892       |
| 5   | Gabon    | 0   | 4     | 0 (0) | 4 (0) | 2    | 12   | 0.167 | 243         | 346         | 0.702       |

Źródło: fivb.org
Punktacja: 3:0 i 3:1 – 3 pkt; 3:2 – 2 pkt; 2:3 – 1 pkt; 1:3 i 0:3 – 0 pkt
Zasady ustalania kolejności: 1. liczba punktów; 2. liczba zwycięstw; 3. stosunek setów; 4. stosunek małych punktów
Wynik
| Data  | Godz. | Drużyna 1 | Wynik | Drużyna 2 | 1     | 2     | 3     | 4     | 5 | Widzów | *  |
| ----- | ----- | --------- | ----- | --------- | ----- | ----- | ----- | ----- | - | ------ | -- |
| 13.02 | 15:00 | Rwanda    | 0:3   | Algieria  | 23:25 | 12:25 | 19:25 |       |   |        | 1  |
| 13.02 | 18:00 | Nigeria   | 1:3   | Kamerun   | 11:25 | 25:22 | 18:25 | 19:25 |   |        | 2  |
| 14.02 | 15:00 | Gabon     | 1:3   | Nigeria   | 25:22 | 20:25 | 11:25 | 16:25 |   |        | 3  |
| 14.02 | 18:00 | Kamerun   | 1:3   | Rwanda    | 20:25 | 20:25 | 25:22 | 17:25 |   |        | 4  |
| 15.02 | 15:00 | Rwanda    | 3:1   | Gabon     | 25:15 | 25:19 | 24:26 | 25:17 |   |        | 5  |
| 15.02 | 18:00 | Algieria  | 0:3   | Kamerun   | 26:28 | 21:25 | 15:25 |       |   |        | 6  |
| 16.02 | 15:00 | Gabon     | 0:3   | Algieria  | 21:25 | 21:25 | 10:25 |       |   |        | 7  |
| 16.02 | 18:00 | Nigeria   | 1:3   | Rwanda    | 23:25 | 16:25 | 25:21 | 17:25 |   |        | 8  |
| 16.02 | 15:00 | Algieria  | 3:1   | Nigeria   | 25:17 | 25:14 | 21:25 | 25:15 |   |        | 9  |
| 16.02 | 18:00 | Kamerun   | 3:0   | Gabon     | 25:11 | 25:14 | 25:17 |       |   |        | 10 |

### Grupa U
Nairobi
Tabela
| Lp. | Drużyna                       | Pkt | Mecze | Mecze | Mecze | Sety | Sety | Sety   | Małe punkty | Małe punkty | Małe punkty |
| Lp. | Drużyna                       | Pkt | M     | W     | P     | wyg. | prz. | ratio  | zdob.       | str.        | ratio       |
| --- | ----------------------------- | --- | ----- | ----- | ----- | ---- | ---- | ------ | ----------- | ----------- | ----------- |
| 1   | Egipt                         | 12  | 4     | 4 (0) | 0 (0) | 12   | 1    | 12.000 | 320         | 219         | 1.461       |
| 2   | Kenia                         | 8   | 4     | 3 (1) | 1 (0) | 10   | 5    | 2.000  | 359         | 299         | 1.201       |
| 3   | Botswana                      | 7   | 4     | 2 (0) | 2 (1) | 8    | 7    | 1.143  | 328         | 323         | 1.015       |
| 4   | Republika Zielonego Przylądka | 3   | 4     | 1 (0) | 3 (0) | 4    | 10   | 0.400  | 283         | 348         | 0.813       |
| 5   | Zambia                        | 0   | 4     | 0 (0) | 4 (0) | 1    | 12   | 0.083  | 232         | 333         | 0.697       |

Źródło: fivb.org
Punktacja: 3:0 i 3:1 – 3 pkt; 3:2 – 2 pkt; 2:3 – 1 pkt; 1:3 i 0:3 – 0 pkt
Zasady ustalania kolejności: 1. liczba punktów; 2. liczba zwycięstw; 3. stosunek setów; 4. stosunek małych punktów
Wynik
| Data  | Godz. | Drużyna 1                     | Wynik | Drużyna 2                     | 1     | 2     | 3     | 4     | 5     | Widzów | *  |
| ----- | ----- | ----------------------------- | ----- | ----------------------------- | ----- | ----- | ----- | ----- | ----- | ------ | -- |
| 6.02  | 14:00 | Kenia                         | 3:0   | Republika Zielonego Przylądka | 25:14 | 25:17 | 25:15 |       |       |        | 1  |
| 6.02  | 16:00 | Zambia                        | 0:3   | Botswana                      | 11:25 | 19:25 | 18:25 |       |       |        | 2  |
| 7.02  | 14:00 | Republika Zielonego Przylądka | 3:1   | Zambia                        | 25:21 | 31:29 | 27:29 | 25:21 |       |        | 3  |
| 7.02  | 16:00 | Egipt                         | 3:1   | Kenia                         | 25:21 | 25:22 | 20:25 | 25:20 |       |        | 4  |
| 8.02  | 14:00 | Zambia                        | 0:3   | Egipt                         | 13:25 | 15:25 | 15:25 |       |       |        | 5  |
| 8.02  | 16:00 | Botswana                      | 3:1   | Republika Zielonego Przylądka | 25:22 | 23:25 | 25:17 | 25:21 |       |        | 6  |
| 9.02  | 14:00 | Egipt                         | 3:0   | Botswana                      | 25:16 | 25:19 | 25:9  |       |       |        | 7  |
| 9.02  | 16:00 | Kenia                         | 3:0   | Zambia                        | 25:15 | 25:15 | 25:17 |       |       |        | 8  |
| 10.02 | 14:00 | Botswana                      | 2:3   | Kenia                         | 28:26 | 15:25 | 26:24 | 25:27 | 17:19 |        | 9  |
| 10.02 | 16:00 | Republika Zielonego Przylądka | 0:3   | Egipt                         | 14:25 | 14:25 | 16:25 |       |       |        | 10 |

### Grupa V
Tunis
Tabela
| Lp. | Drużyna | Pkt | Mecze | Mecze | Mecze | Sety | Sety | Sety  | Małe punkty | Małe punkty | Małe punkty |
| Lp. | Drużyna | Pkt | M     | W     | P     | wyg. | prz. | ratio | zdob.       | str.        | ratio       |
| --- | ------- | --- | ----- | ----- | ----- | ---- | ---- | ----- | ----------- | ----------- | ----------- |
| 1   | Tunezja | 12  | 4     | 4 (0) | 0 (0) | 12   | 0    | MAX   | 320         | 219         | 1.461       |
| 2   | Kongo   | 8   | 4     | 3 (1) | 1 (0) | 10   | 5    | 2.000 | 359         | 299         | 1.201       |
| 3   | Seszele | 7   | 4     | 2 (0) | 2 (1) | 8    | 7    | 1.143 | 328         | 323         | 1.015       |
| 4   | Niger   | 3   | 4     | 1 (0) | 3 (0) | 4    | 10   | 0.400 | 283         | 348         | 0.813       |
| 5   | Senegal | 0   | 4     | 0 (0) | 4 (0) | 1    | 12   | 0.083 | 232         | 333         | 0.697       |

Źródło: fivb.org
Punktacja: 3:0 i 3:1 – 3 pkt; 3:2 – 2 pkt; 2:3 – 1 pkt; 1:3 i 0:3 – 0 pkt
Zasady ustalania kolejności: 1. liczba punktów; 2. liczba zwycięstw; 3. stosunek setów; 4. stosunek małych punktów
Wynik
| Data | Godz. | Drużyna 1 | Wynik | Drużyna 2 | 1     | 2     | 3     | 4     | 5     | Widzów | *  |
| ---- | ----- | --------- | ----- | --------- | ----- | ----- | ----- | ----- | ----- | ------ | -- |
| 3.03 | 14:00 | Senegal   | 1:3   | Seszele   | 16:25 | 25:18 | 22:25 | 19:25 |       | 100    | 1  |
| 3.03 | 16:00 | Niger     | 0:3   | Tunezja   | 16:25 | 13:25 | 12:25 |       |       | 250    | 2  |
| 4.03 | 14:00 | Kongo     | 3:2   | Niger     | 25:17 | 35:37 | 14:25 | 25:17 | 15:12 | 100    | 3  |
| 4.03 | 16:00 | Tunezja   | 3:0   | Senegal   | 25:16 | 25:7  | 25:17 |       |       | 170    | 4  |
| 5.03 | 14:00 | Senegal   | 0:3   | Kongo     | 16:25 | 16:25 | 16:25 |       |       | 120    | 5  |
| 5.03 | 16:00 | Seszele   | 0:3   | Tunezja   | 19:25 | 10:25 | 16:25 |       |       | 160    | 6  |
| 6.03 | 14:00 | Kongo     | 3:0   | Seszele   | 25:21 | 25:23 | 25:16 |       |       | 80     | 7  |
| 6.03 | 16:00 | Niger     | 3:1   | Senegal   | 25:19 | 25:12 | 21:25 | 25:14 |       | 120    | 8  |
| 7.03 | 14:00 | Seszele   | 3:0   | Niger     | 28:26 | 25:19 | 26:24 |       |       | 70     | 9  |
| 7.03 | 16:00 | Tunezja   | 3:0   | Kongo     | 25:11 | 25:17 | 25:17 |       |       | 160    | 10 |